# Monte Abantos
El monte Abantos es una montaña de la sierra de Guadarrama en el sistema Central, cadena que recorre de este a oeste el centro de la península ibérica, en España. La mayor parte de la montaña se encuentra en el término municipal madrileño de San Lorenzo de El Escorial, con parte de su ladera oeste en la provincia el municipio de Peguerinos en la provincia de Ávila.

## Contexto geográfico

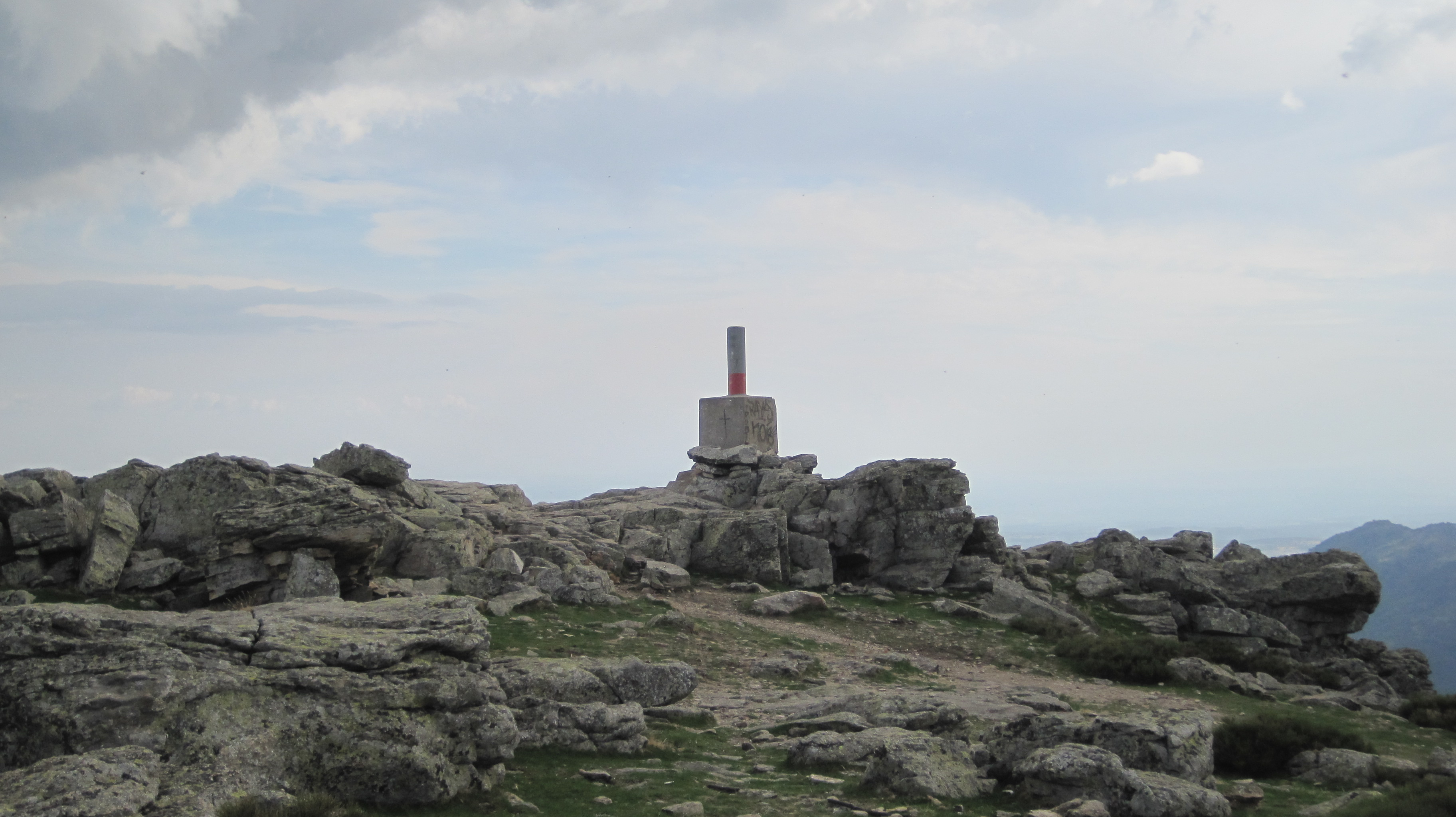
Vértice geodésico en la cumbre

Es uno de los más importantes de la sierra de Guadarrama (perteneciente al sistema Central). Tiene una altitud de 1753 metros. La vertiente norte de la montaña está en el valle de Cuelgamuros, mientras que la parte oeste de la cima pertenece a la provincia de Ávila (Castilla y León).
Es una montaña de un contorno suave y una de las que mejor se ven y diferencian de la sierra de Guadarrama. Casi toda la totalidad de sus laderas están cubiertas por pinares, algunos de ellos de repoblación. En su ladera oeste está el puerto de Malagón, famoso por ser una de las más duras etapas de montaña de la Vuelta Ciclista a España.

## Etimología

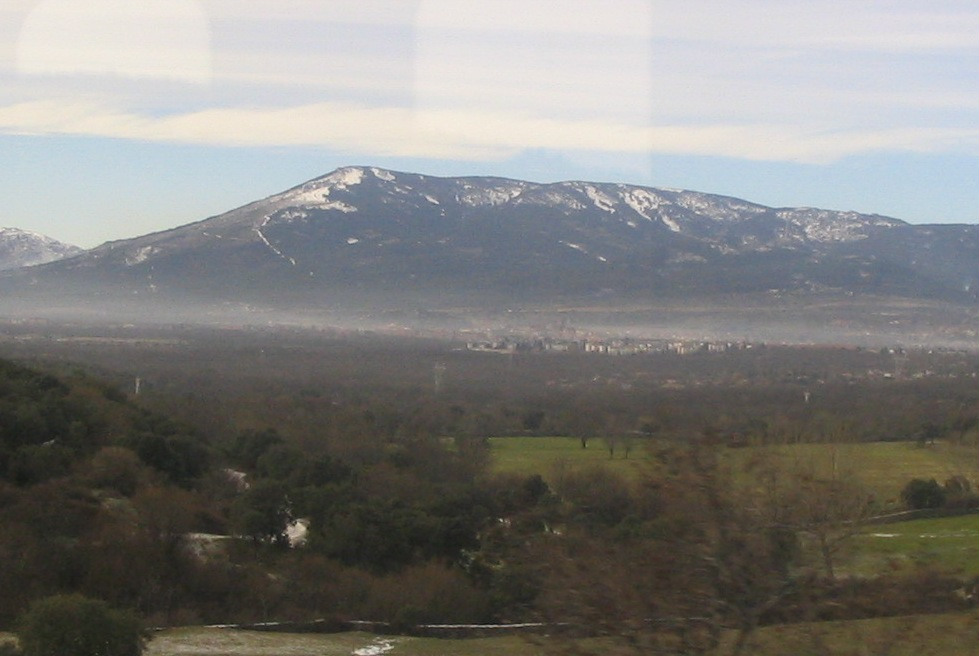
Vista invernal de la cara norte del Monte Abantos vista desde Collado Mediano.

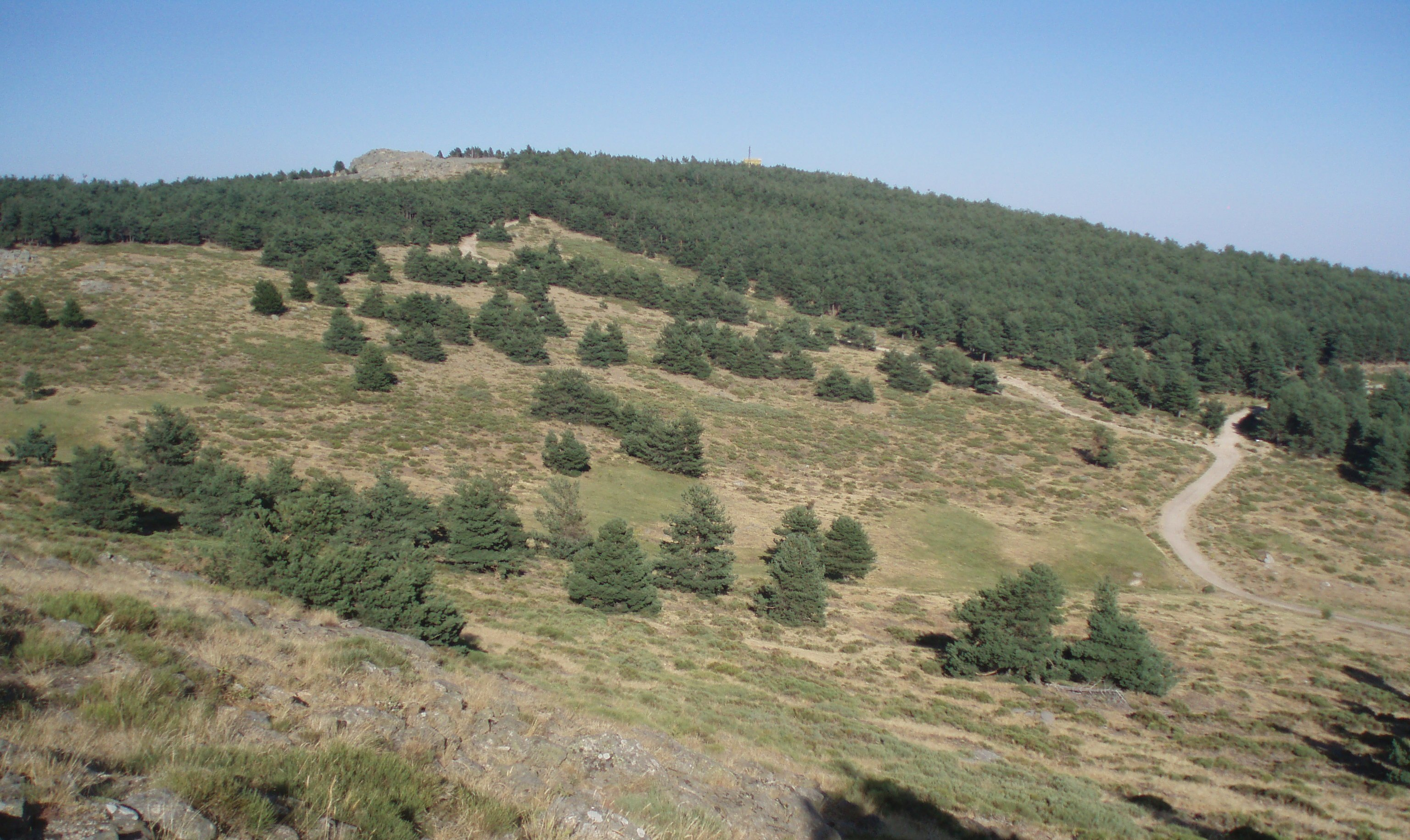
Zona alta de la cara suroeste del Monte Abantos. A la derecha se ve el camino que lleva a la cima.

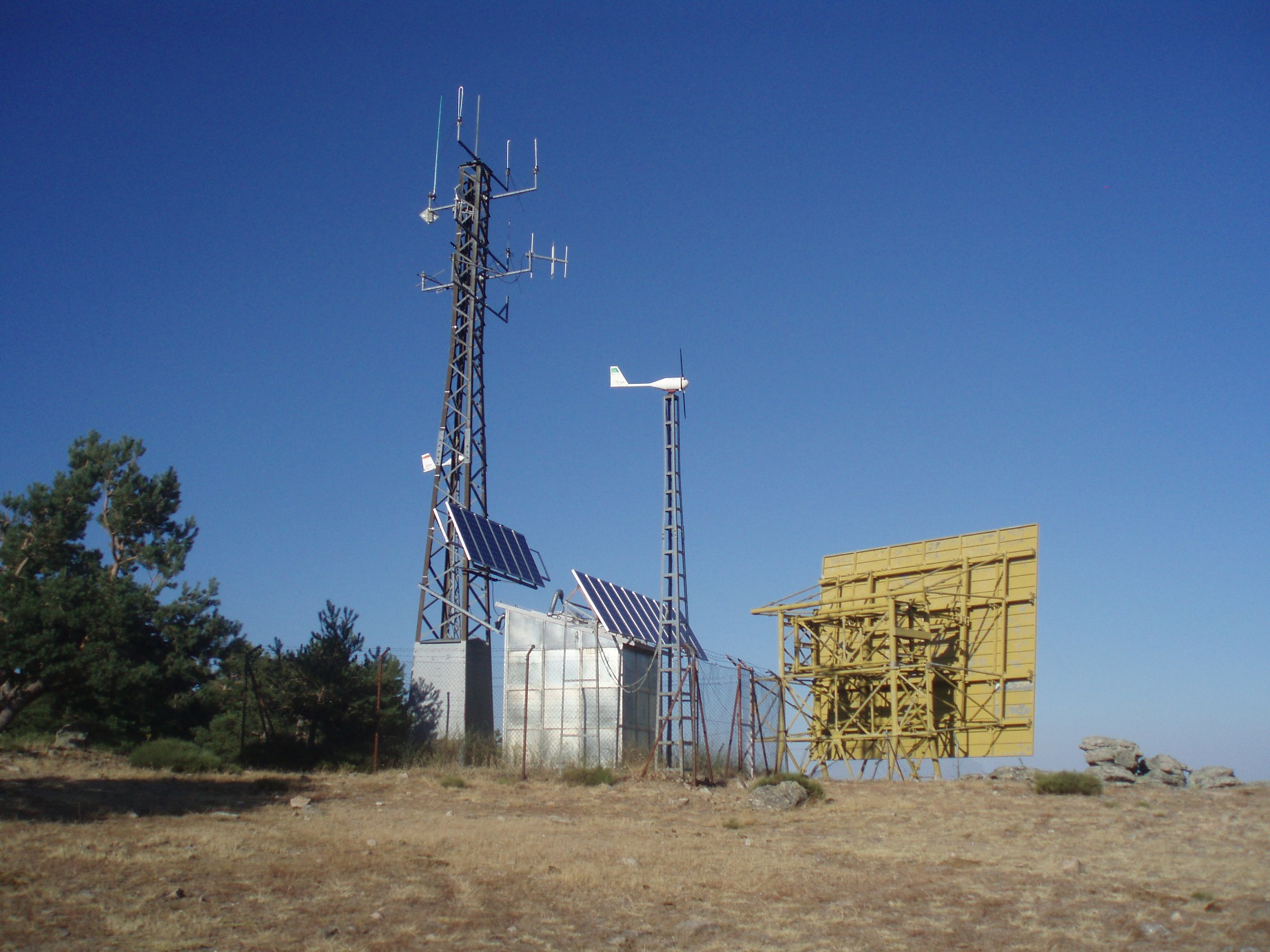
Cima del Monte Abantos con su gran cartel amarillo y varias antenas.

El Monte Abantos se denomina así por el ave alimoche o abanto, también conocido como buitre egipcio, ya que en esta parte de la sierra, en tiempos del rey Felipe II, era habitual divisarlos.
El monte Abantos también recibió el nombre de "Buen Monte del Oso", debido a la abundancia de especies de caza mayor.

## Protección natural
Se encuentra protegido por la Comunidad de Madrid, mediante su inclusión dentro del Paraje Pintoresco del Pinar de Abantos y Zona de La Herrería. También forma parte del Territorio Histórico de "El Escorial: Monasterio, Sitio y Entorno Natural y Cultural", declarado Bien de Interés Cultural por la Comunidad de Madrid, mediante decreto 52/2006.

## Historia
Esta formación montañosa tiene una gran importancia histórica. Su ladera sur fue elegida por el rey Felipe II para construir el Monasterio de El Escorial, obra del siglo XVI. Alrededor de este edificio surgió el actual municipio de San Lorenzo de El Escorial, el principal núcleo urbano de su entorno. En su vertiente septentrional, en el paraje de Cuelgamuros, se encuentra el Valle de Cuelgamuros.
El 21 de agosto de 1999 su ladera este sufrió un devastador incendio forestal provocado intencionadamente. Se calcinaron 450 hectáreas de bosque de pino silvestre y resinero, calcinándose 170 000 árboles, además de destrozarse los hábitats de muchos animales y aves. Hoy en día crecen los pinos plantados en la repoblación (iniciada en el otoño de 2000), aunque las actuaciones llevadas a cabo por la Consejería de Medio Ambiente para dicha reforestación fueron muy criticadas ya que no se tuvo en cuenta la regeneración natural que ya se estaba produciendo.

## Rutas de ascenso

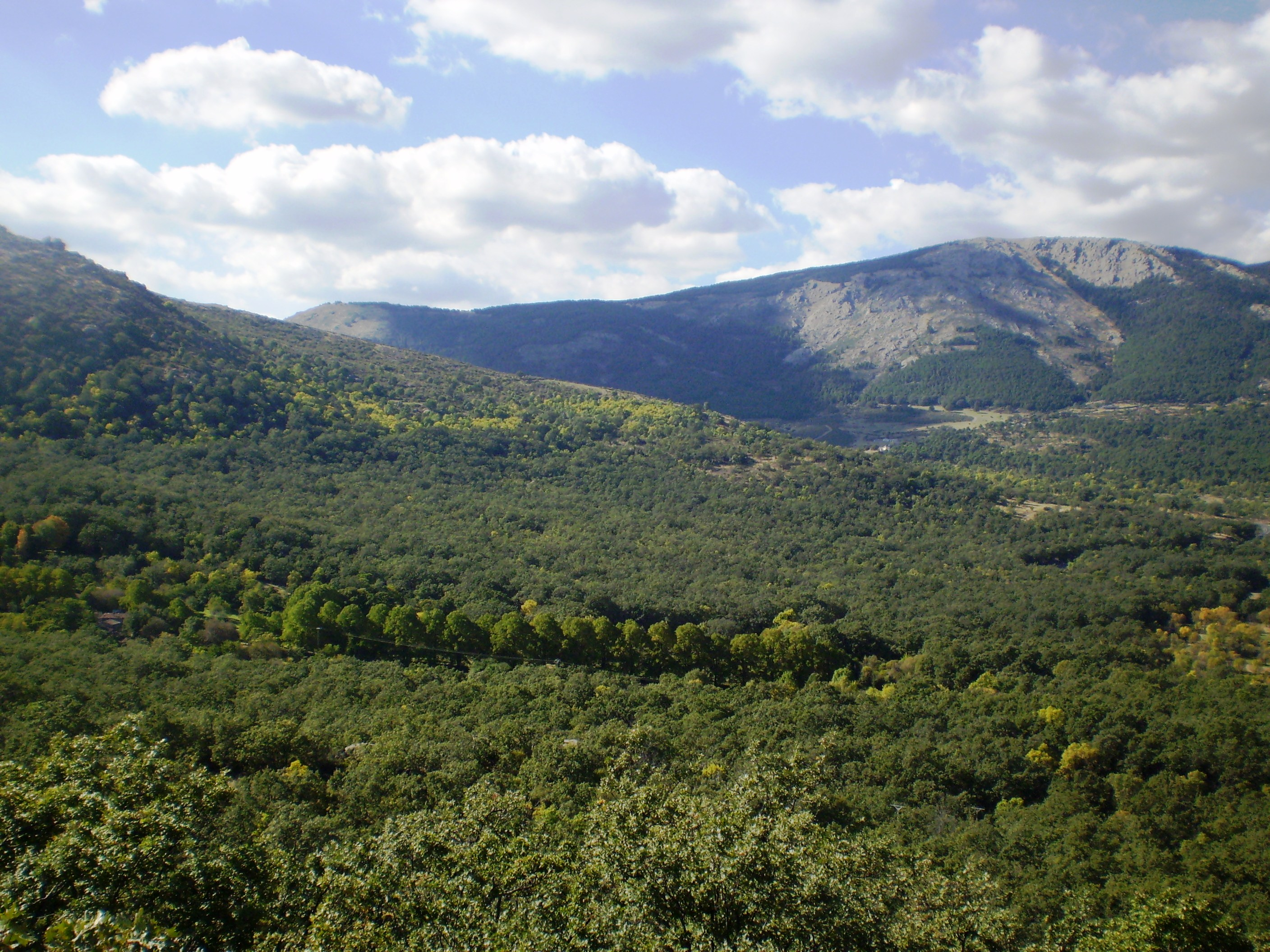
Paraje Pintoresco del Pinar de Abantos y Zona de La Herrería. San Lorenzo de El Escorial. Community of Madrid, Spain

El ascenso más corto se realiza por la ladera sur, saliendo del puerto de Malagón, situado a 1533 metros de altitud en la carretera vieja que une San Lorenzo de El Escorial con Peguerinos. De ahí sale una pista forestal que conduce a la cima tras atravesar varios miradores y praderas. La ruta no entraña dificultades considerables.
Existen también varios caminos que salen desde San Lorenzo de El Escorial y su entorno, aunque el desnivel acumulado en estos casos es bastante superior al de la ascensión que sale del puerto de Malagón.
Existen rutas que parten de San Lorenzo y recorren el monte Abantos diseñadas por el Centro de Educación Ambiental Arboreto Luis Ceballos situado en dicho Monte; así encontramos las sendas: «Un paseo de ida y vuelta hasta el Arboreto Luis Ceballos», «De la solana del Arboreto a la umbría del Trampalón», «Una herencia forestal» (senda de los rodales) y «Senda del agua».
En la cima del Abantos hay una estación meteorológica. El panel reflector de señal electromagnética amarillo, característico de este monte, fue desmontado.

## Ciclismo
El Alto de Abantos, también conocido como puerto de Malagón, ha sido y es un puerto de montaña de gran importancia en el panorama ciclista español. Un gran número de ediciones de la Vuelta a España han pasado por Abantos y ha sido final de etapa en muchas ocasiones.
Está considerado un puerto de primera categoría, es por ello que grandes ciclistas han ganado en su cumbre, como Roberto Laiseka en 1999, Gilberto Simoni en 2001 o Samuel Sánchez en 2007.
Aun así, el ciclista que más ha destacado en esta cumbre es Roberto Heras, primero con su victoria en 2000, pero sobre todo en la cronoescalada de 2003 donde una espectacular ascensión le hizo proclamarse campeón de la Vuelta ante Isidro Nozal, que era el líder a falta de la disputa de una sola etapa.